# Prisoner (álbum)
Prisoner (en español: Prisionera) es el álbum de estudio décimo sexto de la cantante Cher, publicado en 1979. 
En 1994 Prisioner junto con Take Me Home fueron relanzados en una recopilación especial llamada "The Casablanca Years" que incluía las mismas canciones que en los dos álbumes, también, en 2005, Cher publicó en CD especial titulado Holding Out For Love que igualmente traía las mismas canciones que en los dos discos, solo que remesclados. 

## Canciones
| #  | Título              | Compositor      | Duración |
| -- | ------------------- | --------------- | -------- |
| 01 | Prisoner            | Paich, Williams | 05:52    |
| 02 | Holdin Out For Love | Snow, Weil      | 04:27    |
| 03 | Shoppin'            | Aller, Esty     | 04:32    |
| 04 | Boys and Girls      | Falcon          | 03:43    |
| 05 | Mirror Image        | Brooks, Esty    | 04:56    |
| 06 | Hell on Wheels      | Aller, Esty     | 05:30    |
| 07 | Holy Smoke!         | Aller, Esty     | 04:59    |
| 08 | Outrageous          | Aller, Esty     | 03:19    |

- Datos: Q2398416